# Abdelhamid Sadmi
Abdelhamid Sadmi (1 de janeiro de 1961) é um ex-futebolista argelino. Ele competiu na Copa do Mundo FIFA de 1986, sediada no México, na qual a seleção de seu país terminou na 22º colocação dentre os 24 participantes.